# Wspólnota administracyjna Ershausen/Geismar
Wspólnota administracyjna Ershausen/Geismar (niem. Verwaltungsgemeinschaft Ershausen/Geismar) – wspólnota administracyjna w Niemczech, w kraju związkowym Turyngia, w powiecie Eichsfeld. Siedziba wspólnoty znajduje się w miejscowości Schimberg. Powstała 1 stycznia 1997.
Wspólnota administracyjna zrzesza dziesięć gmin wiejskich:
1. Dieterode
2. Geismar
3. Kella
4. Krombach
5. Pfaffschwende
6. Schimberg
7. Schwobfeld
8. Sickerode
9. Volkerode
10. Wiesenfeld

1 stycznia 2019 ze wspólnoty wystąpiła gmina Bernterode (bei Heilbad Heiligenstadt), która została przyłączona do miasta Heilbad Heiligenstadt.